# Detroit Day School for the Deaf
Detroit Day School for the Deaf, dont le nom est couramment abrégé en DDSD, est une école pour sourds, située à Détroit, en Michigan, aux États-Unis. Elle a été fondée en 1893 et fermée en Juillet 2012.